# Gasebuzi (periodiskt vattendrag i Muyinga)
Gasebuzi är ett periodiskt vattendrag i Burundi.   Det ligger i provinsen Muyinga, i den norra delen av landet, 130 kilometer nordost om huvudstaden Bujumbura.
Omgivningarna runt Gasebuzi är en mosaik av jordbruksmark och naturlig växtlighet. Runt Gasebuzi är det tätbefolkat, med 343 invånare per kvadratkilometer.